# Шелковистый корнеед
Корнеед шелковистый (лат. Dorcadion holosericeum) — вид жуков-усачей рода корнеедов из подсемейства ламиин.

## Описание
Жук длиной 11,5 до 17 мм. Тело сверху серовато-чёрное или бурое, усики и ноги — чёрные. Надкрылья с двумя тёмными бархатистыми полосками; в межрёберных промежутках есть краевая, плечевая и шовная полосы, светлой спинной полосы нет.

## Экология
Населяет степи и лесостепи.

## Подвиды
- Dorcadion holosericeum holosericeum Krynicki, 1832 — жук длиной от 14 до 18 мм. Распространён в Румынии, Польше, Беларуси, Украине, Крыму и России.[4].
- Dorcadion holosericeum tristriatum Suvorov, 1913 — Распространён на Кавказе[4].